# Aeronautics Aerostar

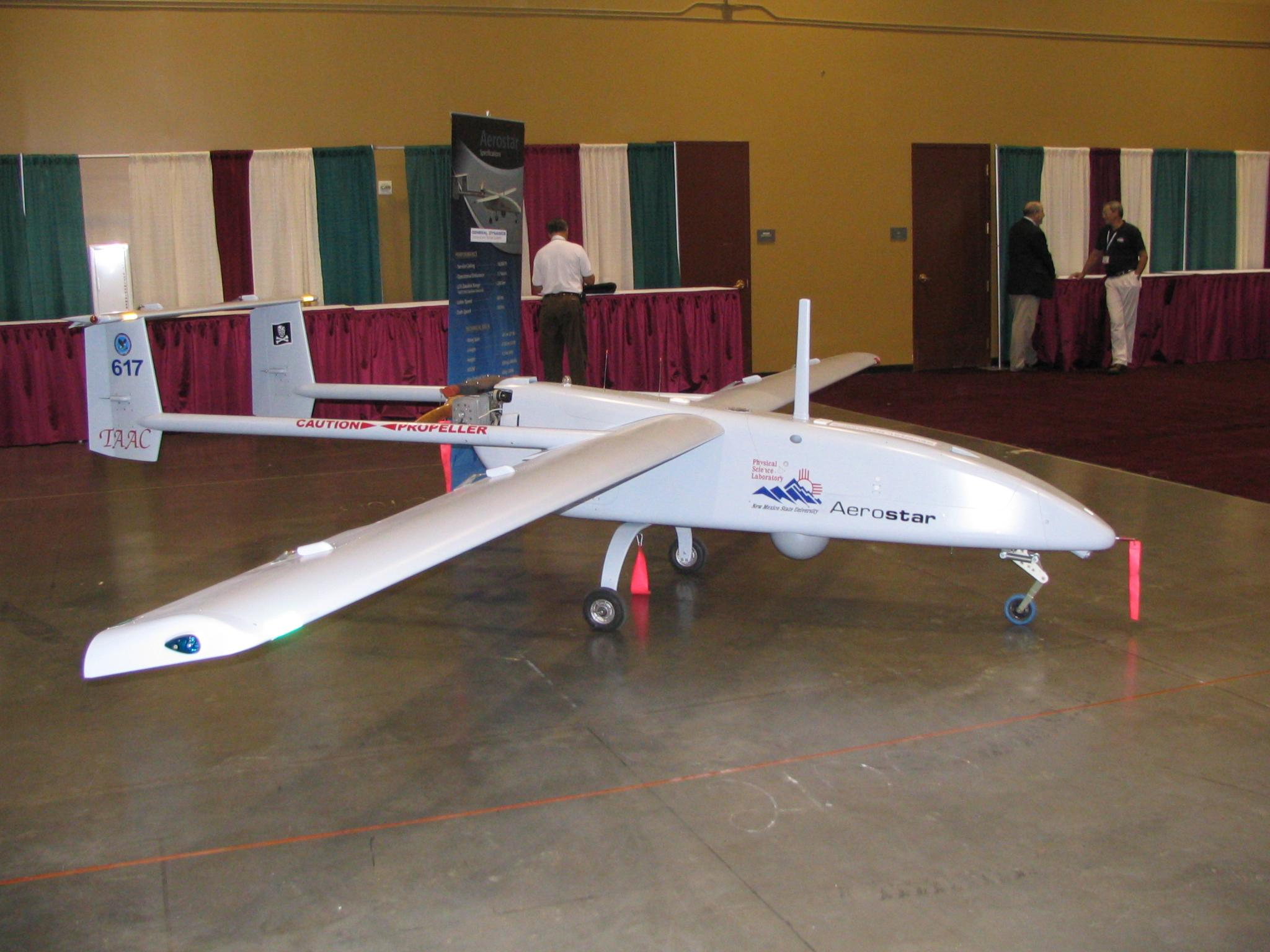
Aeronautics Aerostar

Aeronautics Aerostar — безпілотний розвідувальний літак (БПЛА).
Виробляється ізраїльською компанією Aeronautics Defense Systems. До бортового комплексу входять засоби зв'язку і обміну даними, має змінний корисний вантаж, в штатному варіанті обладнаний цифровою відео-камерою, суміщеною з тепловізором інфрачервоного діапазону, що дозволяє проводити розвідку в любу погоду і протягом дня і ночі. Розроблений на базі БПЛА «Scout». Перший політ здійснив у 2000 році. Наземний пункт керування із приймальною антеною автономний, і може бути змонтований на вантажному автомобілі.
Оснащений дизельним двигуном. Знаходяться на озброєнні ЦАХАЛа, армії США, в армії Анголи. В Нігерії машини є частиною системи берегової охорони і платформи в дельті річки Нігер. У 2010 році Аеростар став переможцем конкурсу на новий тактичний безпілотник для польського військового контингенту в Афганістані.

## Тактико-технічні характеристики
- Розмах крила — 7,5 м
- Довжина — 4,5 м.
- Радіус дії — 200 км.
- Максимальна злітна маса становить — 220 кг.
- Крейсерська швидкість - 115 км/год
- Максимальна висота польоту — 6,5 тисяч метрів
- Максимальна швидкість — 200 км/год
- Тривалість польоту — 12 годин.
- Маса корисного вантажу — 50 кг.